# Tommy Meyer
Thomas 'Tommy' Meyer (St. Louis, 20 maart 1990) is een Amerikaans voetballer die bij voorkeur als centrale verdediger speelt. In 2012 tekende hij een contract bij Los Angeles Galaxy uit de Major League Soccer.

## Clubcarrière
Meyer werd als negentiende gekozen door Los Angeles Galaxy in de MLS SuperDraft 2012. Hij maakte zijn debuut op 11 maart 2012 in een met 3-1 verloren wedstrijd tegen Real Salt Lake. Door een blessure van A. J. DeLaGarza aan het einde van 2012 speelde Meyer enkele wedstrijden in de basis, inclusief de MLS Cup-finale in 2012 tegen Houston Dynamo, waarin Galaxy met 3-1 won.